# How Gee
〈How Gee〉은 대한민국의 음악 그룹 빅뱅의 노래이다. 일본에서 첫 번째 미니 앨범 For the World의 타이틀곡으로 2008년 1월 4일 발매되었다. 빅뱅의 멤버 전원과 Perry가 공동 작사, 작곡한 곡으로 1990년대 초반 전 세계 클럽가를 강타한 블랙 머신(Black Machine)의 곡을 빅뱅 스타일로 새롭게 샘플링 한 힙합 곡으로 반복되는 섹소폰 소리가 인상적인 노래이다.
뮤직 비디오는 복고풍 컨셉으로 제작 되었고, 2007년 12월 28일부터 서울 방이동 올림픽공원 제2체육관(펜싱경기장)에서 3일간 열린 단독 콘서트에서 "How Gee" 뮤직 비디오를 최초로 선보였다.